# Luoshan (köpinghuvudort i Kina, Hubei Sheng, lat 29,67, long 113,31)
Luoshan (kinesiska: 螺山, 螺山镇) är en köpinghuvudort i Kina. Den ligger i provinsen Hubei, i den centrala delen av landet, omkring 140 kilometer sydväst om provinshuvudstaden Wuhan. Antalet invånare är 34 410. Befolkningen består av 16 333 kvinnor och 18 077 män. Barn under 15 år utgör 16,0 %, vuxna 15-64 år 73 %, och äldre över 65 år 9,0 %.
Runt Luoshan är det mycket tätbefolkat, med 1 819 invånare per kvadratkilometer. Närmaste större samhälle är Zhuhe, 19,5 km väster om Luoshan. Trakten runt Luoshan består till största delen av jordbruksmark.
Genomsnittlig årsnederbörd är 1 758 millimeter. Den regnigaste månaden är maj, med i genomsnitt 229 mm nederbörd, och den torraste är december, med 39 mm nederbörd.